# أوزوالد دينيسون
أوزوالد دينيسون (بالإنجليزية: Oswald Denison) هو مجدف نيوزيلندي، ولد في 29 يونيو 1905، وتوفي في 15 نوفمبر 1990.